# S-аденозилметіонін
S-аденозилметіонін (SAM, SAMe, SAM-e, S-аденозил-L-метіонін, адеметіонін) — це кофермент, що бере участь в реакціях переносу метильних груп. Вперше був описаний в Італії вченим Кантоні у 1952 році.
Молекулярна маса 399,447 г/моль. S-аденозилметіонін утворюється з АТФ і метіоніну ферментом метіонін аденозилтрансферазою. EC 2.5.1.6 [Архівовано 22 червня 2011 у Wayback Machine.]. У клітині бере участь в таких метаболічних процесах, як трансметилювання, транссульфування і амінопропілювання. І хоча ці анаболічні реакції проходять у багатьох тканинах організму, більша частина S-аденозилметіоніну утворюється в печінці.
Метильна група (CH3), яка приєднана до атому сірки в молекулі метіоніну, в складі адеметіоніну є хімічно активною. Тому метильна група може бути перенесена на молекулу субстрату у трансметілазній реакції. Понад сорок метаболічних реакцій вимагають перенесення метильної групи від S-аденозілметіонін на такі субстрати як нуклеїнові кислоти, білки і ліпіди.

## Біохімія S-аденозилметіоніну

### Цикл SAM
Реакції, в яких утворюється, споживається і регенерується SAM, називаються циклом SAM. На першій стадії цього циклу SAM-залежна метилтрансфераза (EC 2.1.1),  яка використовує SAM як субстрат, утворює S-аденозілгомоцистеїн як продукт. Останній гідролізується у гомоцистеїн і аденозин ферментом S-аденозилгомоцистеїн гідролазою EC 3.3.1.1 [Архівовано 22 червня 2011 у Wayback Machine.], і гомоцистеїн назад перетворюється в метіонін в реакції перенесення метильної групи від 5-метил тетрагідрофолату, одним з двох класів метіонінсинтаз EC 2.1.1.13 [Архівовано 22 червня 2011 у Wayback Machine.] або EC 2.1.1.14 [Архівовано 22 червня 2011 у Wayback Machine.]. Далі метіонін може назад перетворитися в SAM, завершуючи цикл.

## Терапевтичне застосування
Депресії різної етіології, переважно легкі і помірні, особливо при алкоголізмі; внутрішньопечінковий холестаз при прецирротичних і цирротичних станах. Має помірну антидепресивну, стимулюючу і гепатопротекторну властивості. Активно проникає через гематоенцефалічний бар'єр, стимулює синтез дофаміну.
Ефективність адеметіоніну при депресії доведена в ряді досліджень. Результати відкритих і подвійних сліпих випробувань підтвердили статистично достовірну перевагу терапії S-аденозілметіоніном у порівнянні з плацебо і яку можна порівняти з ефективністю стандартних трициклічних антидепресантів. Адеметіонін також має сприятливий профіль побічних ефектів.
Антидепресивна дія препарату розвивається в перший тиждень і стабілізується протягом другого тижня лікування. Адеметіонін виявляє ефективність при рекурентних ендогенній і невротичній депресіях, резистентних до амітриптиліну. Препарат здатен переривати рецидиви депресії. Ефективний також при лікуванні соматизованих дистимій.
В результаті лікування пацієнтів з опіоїдною наркоманією, що супроводжується ураженням печінки, відзначалося зменшення клінічних проявів абстиненції, поліпшення функціонального стану печінки і процесів мікросомального окислення, антидепресивна дія.
За даними досліджень, адеметіонін ефективний при легких формах внутрішньопечінкового холестазу вагітних..
Попередні дослідження свідчать про те, що SAM може мати терапевтичний потенціал для лікування пацієнтів з синдромом Альцгеймера, та недавні дослідження на мишачих моделях синдрому Альцгеймера показали, що адеметіонін запобігає окислювальним проявам і когнітивним розладам.

## Торговельні назви
В США адеметіонін продається як харчова добавка під торговою маркою SAM-e. Також в усьому світі адеметіонін відомий під іншими торговими марками: Gumbaral, Samyr, Adomet, Heptral і Admethionine. В Україні — Гептрал (оригінальний препарат).

## Побічні ефекти
Печія, біль або неприємні відчуття в епігастральній ділянці,  не різко виражені диспепсичні явища, порушення сну, посилення тривоги, алергічні реакції.

## Лікарські взаємодії
Можливе виникнення серотонінового синдрому при взаємодії SAM з іншими препаратами. Небажано застосування S-аденозилметіоніну спільно з іншими антидепресантами, зокрема трициклічними.

## Протипоказання
Гіперчутливість, перші шість місяців вагітності, дитячий вік.